# Thrall
Thrall is een plaats (city) in de Amerikaanse staat Texas, en valt bestuurlijk gezien onder Williamson County.

## Demografie
Bij de volkstelling in 2000 werd het aantal inwoners vastgesteld op 710.
In 2006 is het aantal inwoners door het United States Census Bureau geschat op 852, een stijging van 142 (20,0%).

## Geografie
Volgens het United States Census Bureau beslaat de plaats een oppervlakte van
1,1 km², geheel bestaande uit land. Thrall ligt op ongeveer 171 m boven zeeniveau.

## Plaatsen in de nabije omgeving
De onderstaande figuur toont nabijgelegen plaatsen in een straal van 28 km rond Thrall.